# IF Gnistan
IF Gnistan is een Finse voetbalclub uit de wijk Oulunkylä in Helsinki. De traditionele kleuren van de voetbalvereniging zijn geel-blauw.

## Geschiedenis
De club werd in 1924 opgericht als omnisportvereniging. Sinds 1935 is Gnistan lid van de Finse voetbalbond. In de jaren 50 werd de voetbalafdeling zelfstandig en ging in het Oulunkylä Stadion spelen (vanwege sponsorredenen Mustapekka Areena).
In 2023 promoveerde Gnistan voor het eerst in de geschiedenis naar de Veikkausliiga. Een jaar later brandde de hoofdtribune van het stadion af. Er werd een nieuwe, grotere tribune voor in de plaats gebouwd.

## Eindklasseringen
| Seizoen | №  | Clubs | Divisie       | Duels | Winst | Gelijk | Verlies | Doelsaldo | Punten | Tsch |
| ------- | -- | ----- | ------------- | ----- | ----- | ------ | ------- | --------- | ------ | ---- |
| 2015    | 2  | 10    | Kakkonen Zuid | 27    | 13    | 7      | 7       | 44–31     | 46     | 215  |
| 2016    | 1  | 12    | Kakkonen A    | 22    | 15    | 3      | 4       | 45–25     | 48     | 197  |
| 2017    | 10 | 10    | Ykkönen       | 27    | 5     | 6      | 16      | 26–44     | 21     | 421  |
| 2018    | 6  | 12    | Kakkonen A    | 22    | 9     | 7      | 6       | 35–31     | 34     | 405  |
| 2019    | 1  | 12    | Kakkonen B    | 25    | 19    | 4      | 2       | 66–30     | 61     | 499  |
| 2020    | 9  | 12    | Ykkönen       | 22    | 7     | 4      | 11      | 38–49     | 25     | 555  |
| 2021    | 6  | 12    | Ykkönen       | 27    | 10    | 3      | 14      | 36–44     | 33     | 579  |